# چرخ‌دنده‌های جنگ ۴
چرخ‌دنده‌های جنگ ۴ یا ابزار جنگ ۴ (به انگلیسی: Gears of War 4) یک بازی ویدئویی در سبک تیراندازی سوم شخص که توسط شرکت کانادایی کوالیشن توسعه یافته و به‌وسیلهٔ استودیو مایکروسافت برای ایکس‌باکس وان و مایکروسافت ویندوز منتشر شده است. این بازی دنبالهٔ چرخ‌دنده‌های جنگ ۳، اولین نسخه از این سری که توسط شرکتی به جز اپیک گیمز توسعه یافته است و چهارمین نسخه اصلی و در کل پنجمین قسمت در مجموعه بازی‌های چرخ‌دنده‌های جنگ به‌شمار می‌رود که در تاریخ ۱۱ اکتبر سال ۲۰۱۶ منتشر شد.
ابزار جنگ ۴ به‌طور رسمی در طی کنفرانس مایکروسافت در نمایشگاه رسانه و تجارت ای۳ سال ۲۰۱۵ رونمایی شد. این نسخه دارای دو شخصیت جدید (مرد و زن) به نام‌های «جِی‌دی» و «کایت» می‌باشند. شخصیت اصلی در این قسمت، پسر مارکوس فینکس، شخصیت اصلی نسخه‌های پیشین به حساب می‌آید. در پیش نمایش بازی قلعه‌ای تاریک تحت تأثیر هنر گوتیک نشان داده شد. محیط بازی بسیار تاریک می‌باشد و بازیکنان باید از چراغ قوه برای روشن کردن مناطق تاریک و خاص استفاده کنند. در نهایت این بازی برای کنسول ایکس‌باکس ۳۶۰ در دسترس قرار نگرفت و تنها برای ایکس‌باکس وان و مایکروسافت ویندوز عرضه شد.

## روند بازی
بسیاری از عناصر روند بازی در سه‌گانه‌های قبلی در این نسخه نیز یکبار دیگر معرفی شده‌اند و در واقع به صورت ترکیب‌های متنوع از نبردهای مدرن شکل می‌گیرد. از سلاح‌های جدید این نسخه می‌توان به دراپ‌شات و بازکیل اشاره کرد. طیف وسیعی از ابزار آلات جنگی در قالب موتورسیکلت و هدایت ربات‌های تنومند در طی مراحل بازی وجود دارد. بخش چندنفره بازی نیز با عنوان «ورسز» در دسترس است که خود از چند قسمت مختلف تشکیل شده است.